# Jean-Pierre Rodier
Pour les articles homonymes, voir Rodier.
Ancien élève de l’École polytechnique et ingénieur des mines, Jean-Pierre Rodier (né le 4 mai 1947, Reims)  fut président-directeur général de Pechiney avant l'OPA hostile d’Alcan.

## Sources, Notes et références
- Who’s Who in France : Dictionnaire biographique de personnalités françaises vivant en France et à l’étranger, et de personnalités étrangères résidant en France, 42e édition pour 2011 éditée en 2010, 2270 p., 31 cm  (ISBN 978-2-85784-051-0), notice « Rodier, Jean-Pierre ».

1. ↑  Who’s Who in France : Dictionnaire biographique de personnalités françaises vivant en France et à l’étranger, et de personnalités étrangères résidant en France, 42e édition pour 2011 éditée en 2010, 2270 p., 31 cm  (ISBN 978-2-85784-051-0), notice « Rodier, Jean-Pierre ».